# Loxosceles ericsoni
A Loxosceles ericsoni é pertencente ao gênero Loxosceles, conhecido popularmente como aranha marrom. Esse gênero compreende 134 espécies do Novo Mundo, África, Europa e Ásia. Muitas espécies são de interesse médico devido ao potente veneno que produzem, o que pode causar necrose grave após uma picada. O único local em que foi observado indivíduos dessa sub espécies foi no Brasil, tratando-se assim de uma subespécie endémica da zona de transição dos Biomas Cerrado e Caatinga.

## Etimologia
O epíteto específico da espécie (ericsoni) é em homenagem a Ericson Cernawsky Igual, do Grupo Pierre Martin de Espeleologia (GPME).

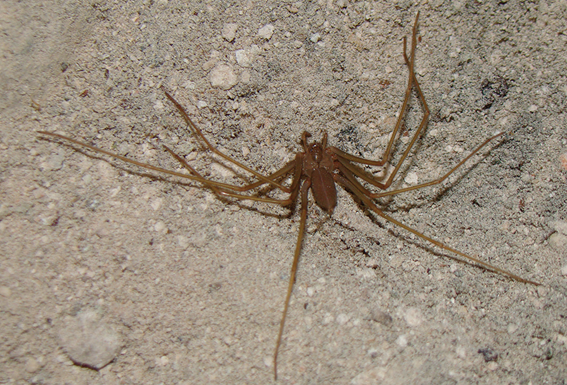
Fêmea de Loxosceles ericsoni

## Distribuição
A espécie tem 30 espécies espalhadas pela América do Sul, e 18 no Brasil, das no Brasil, 4 estão localizadas no Paraná.

## Características
- Tem tamanho médio de 16mm;[3]
- Corpo de coloração marrom-avermelhada;[3]
- Pelos na região do cefalotórax;[3]

### Veneno e picada
O efeito do veneno varia de dor no local picado até necrose, vermelhidão pelo corpo, febre, mal-estar, náuseas entre outros efeitos.
No Brasil, picadas da Aranha Marrom são documentadas desde 1954, principalmente no estado do Paraná.